# Perseus (Benvenuto Cellini)

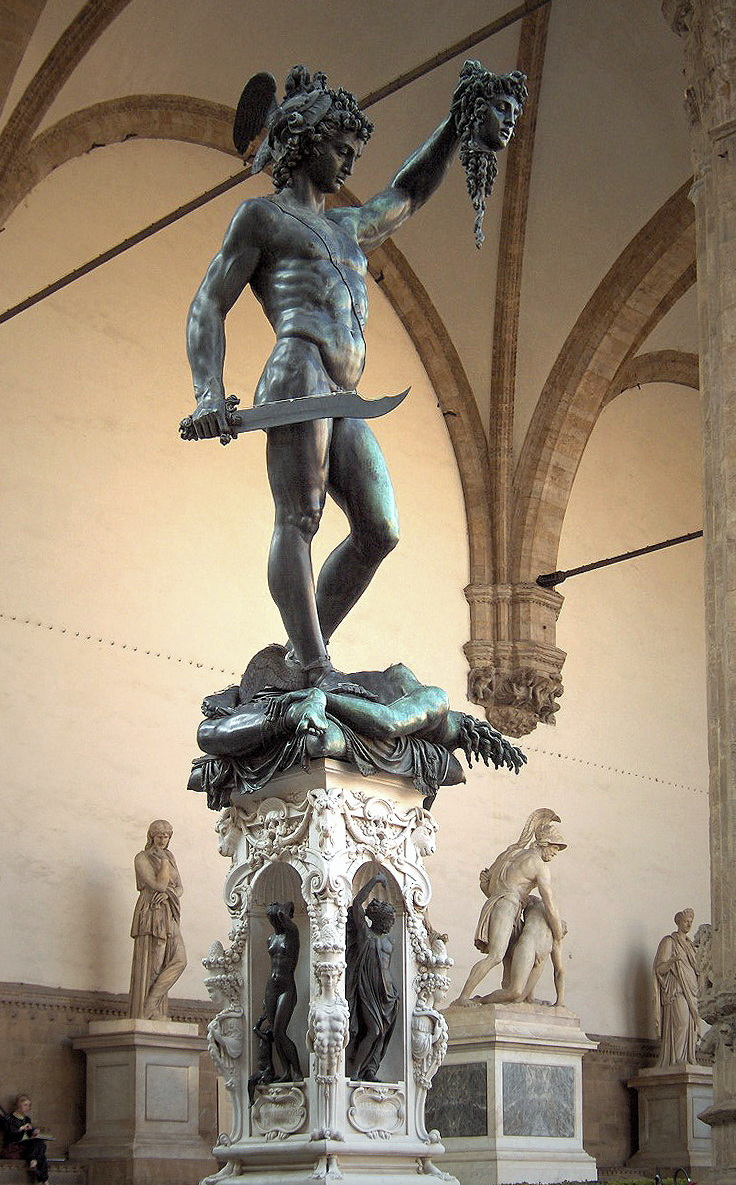
Ansicht der Figur mit Sockel, ohne Reliefplatte darunter

Der Perseus, in der Literatur auch Perseus mit der Medusa oder Perseus mit dem Medusenhaupt, ist eine Bronzeplastik in Florenz. Sie wurde in der Mitte des 16. Jahrhunderts von Benvenuto Cellini geschaffen und gilt als sein Hauptwerk. Sie ist eine der berühmtesten Plastiken der italienischen Renaissance. Der technisch schwierige Guss der Hauptfigur an einem Stück gilt als eine Meisterleistung jener Zeit. Sie wurde für die Vorderseite der linken der drei Arkaden der Loggia dei Lanzi geschaffen, wo sie sich noch befindet.

## Das Motiv und der Auftrag
Dargestellt ist die Figur des Perseus. Nach der griechischen Mythologie tötete er die Medusa, die schrecklichste der drei Schwestern der Gorgonen. Zuvor hatte er von den Nymphen eine Tarnkappe, Flügelschuhe und eine Zaubertasche erhalten, von Hermes die Waffe der Titanen, das Sichelschwert, sowie von Athene einen spiegelnden Schild aus Bronze. Zum Geschehen nach seiner Ankunft nahe den Gärten der Hesperiden heißt es in den Metamorphosen des Ovid (Buch IV, Kapitel 12):
Darauf sei er durch ganz entlegene, weglose, von wüsten Wäldern starrende Klüfte zur Behausung der Gorgonen gelangt und habe allenthalben auf den Feldern und an den Pfaden Steinbilder von Menschen und wilden Tieren gesehen, die durch den Anblick der Medusa aus Lebewesen in harten Fels verwandelt worden waren. Er selbst habe jedoch nur im spiegelnden Erz des Schildes, das er mit der linken hielt, die Gestalt der schrecklichen Medusa erblickt und habe, während tiefer Schlaf die Schlangen und sie selbst umfangen hielt, ihr das Haupt vom Rumpf getrennt.
Den Auftrag zur Darstellung dieser Szene erhielt Cellini von Herzog Cosimo I. von Medici im Juli 1545. Cellini war zu dieser Zeit eigentlich am Hofe des Königs Franz I. von Frankreich in Fontainebleau vorwiegend mit Goldschmiedearbeiten beschäftigt und nach Florenz zurückgekehrt, um seine verarmte Schwester zu unterstützen. Cosimo traf Cellini in der herzoglichen Villa in Poggio a Caiano und erteilte dort den Auftrag. Cellini sah darin die Möglichkeit, nicht mehr nur als Goldschmied zu arbeiten, sondern als Bildhauer in Konkurrenz etwa zu Donatello oder Michelangelo zu treten. Dabei mag Cellinis Auffassung den Ausschlag gegeben haben, dass „nur monumentale Bildwerke den Nachruhm des Künstlers sichern“. Der französische König war über diese Entscheidung keineswegs erfreut, Cellini wurde zweimal nach Paris vorgeladen, um Rechenschaft abzulegen, kam diesen Forderungen aber nicht nach. Er erhielt von Cosimo ein eigenes Haus mit Werkstatt und bewohnte es von 1545 bis zu seinem Tod. Dort befindet sich seit dem 19. Jahrhundert eine Gedenkplakette mit ausdrücklicher Erwähnung des Gusses des Perseus.

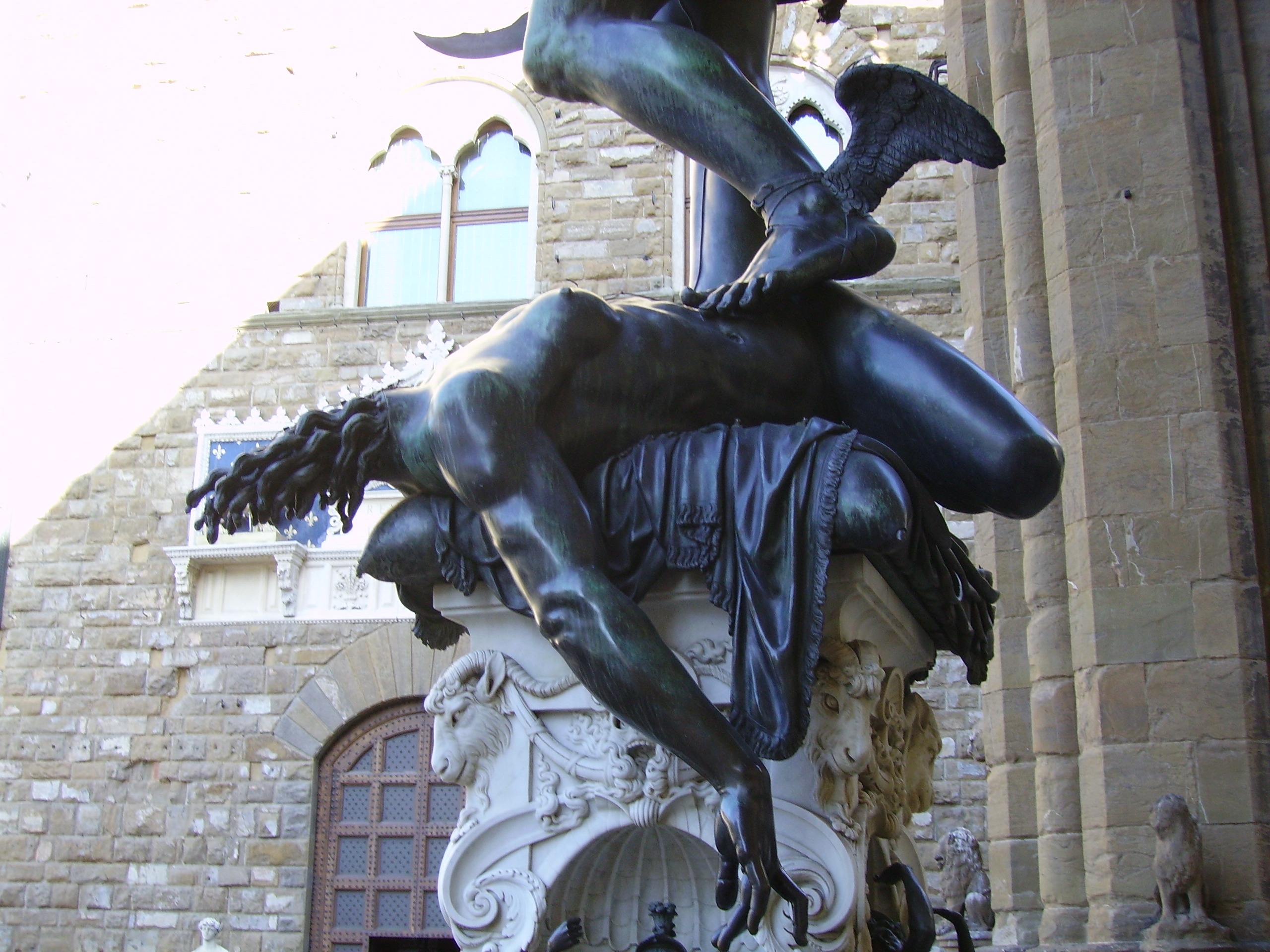
Detail der Medusa

Cosimos Absichten für den Auftrag waren politischer Natur: Zum einen waren die Themen Perseus wie auch Herkules stets beliebte Darstellungsformen der Regenten fürstlicher Häuser, zum anderen sah sich Cosimo durchaus auch als Perseus. Das Werk sollte letztlich eine Demonstration der Macht der herzoglichen Familie an die florentinischen Bürger sein. Es sollte demonstriert werden, dass Cosimo Florenz von den Feinden befreit hatte wie Perseus die im unteren Relief dargestellte Andromeda.

## Vorarbeiten und Guss
Die Arbeiten bis zur Enthüllung zogen sich von 1545 bis 1554 hin. Cellini legte dem Herzog zunächst einen Entwurf aus Wachs vor, der genehmigt wurde. Diesen Entwurf wandelte er im Laufe der Zeit allerdings leicht ab, er wird gelegentlich als gelungener als die heutige Version gesehen. Auch vergrößerte Cellini die ursprünglich vorgesehene auf die heutige Höhe von 3,20 Metern inklusive des Sockels. Ihm war klar, dass die Plastik es mit den berühmten Großplastiken und -skulpturen in der Loggia aufnehmen musste, so der Judith von Donatello, aufgestellt 1494, dem David von Michelangelo von 1504 und der Gruppe des Herkules und Cacus von Baccio Bandinelli, aufgestellt 1534. Der Entwurf des Perseus war ein Gegenentwurf zu Donatellos Judith. Beide Werke behandeln das Thema der Enthauptung, auch die Ausführung als Bronzegestalt auf einem Marmorsockel und die Reduktion auf zwei Figuren ist vergleichbar.
Die Geschichte der Entstehung der Plastik und die Erklärung für die langen Verzögerungen nehmen in Cellinis Autobiographie breiten Raum ein. Die Hauptschuld sah er bei seinem Erzrivalen Bandinelli, der ihm aus Eifersucht Schwierigkeiten bei der Beschaffung des Materials und der benötigten Hilfskräfte gemacht haben soll. Cellini litt auch zeitweise an einer Nierenkrankheit. Neben seiner Hauptaufgabe führte er auch kleinere Goldschmiedearbeiten für das herzogliche Haus aus. Das gesamte Werk besteht vom Guss her aus mehreren Teilen: den vier kleineren Figuren des Sockels, der Reliefplatte mit der Andromeda-Gruppe unterhalb des Sockels und der Figur der enthaupteten Medusa mit dem daraufstehenden Perseus. Das erste gegossene Teil war die Figur der verkrümmten Medusa im Sommer 1548.
Cellini bediente sich der Technik des Wachsausschmelzverfahrens. Er formte zunächst einen Tonkern, auf den er mit Wachs die Feinheiten modellierte, wobei Metallstifte die Arbeit zusammenhielten, und umgab den Tonkern mit Gips. Das Ganze wurde von unten erhitzt, so dass das Wachs ausfloss. In den entstandenen Hohlraum goss er die Bronzelegierung. Nach dem Abkühlen schlug er den Gips ab, entfernte die Stifte und den Tonkern und vollendete die Figuren.

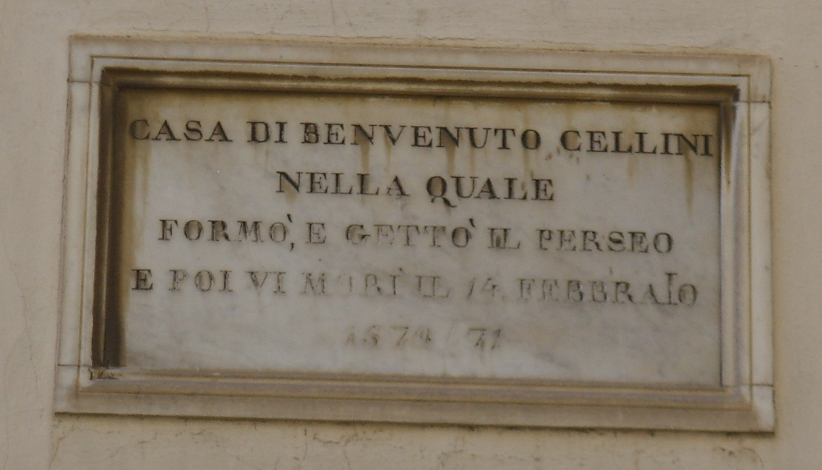
Gedenkplatte an Cellinis Wohnhaus mit Nennung des Gusses des Perseus

Der Guss der Hauptfigur fand im Dezember 1549 statt und verlief überaus dramatisch. Schon vorher hatte der Herzog mehrfach bezweifelt, dass bei der von Cellini vorgesehenen Legierung der Guss gelingen würde. Es ist auch zu lesen, er habe Soldaten abkommandiert, um Cellini sofort zu verhaften, falls der Guss misslänge. Nach dem Ausschmelzen des Wachses und der Umsetzung des Blocks in die Gussgrube fing beim Anheizen die Werkstatt Feuer, während auf der anderen Seite gleichzeitig Regen wegen eines Sturmes hineindrang. Beim Schmelzen des Metalles selbst kam es zu Schwierigkeiten, weil der bereits geschmolzene Teil gerann. Cellini gab daraufhin noch einmal sechzig Pfund Zinn in die Legierung, um sie wieder zu verflüssigen. Unmittelbar danach platzte der Deckel des Ofens, woraufhin Cellini sofort die Mündung der Form öffnete (das heutige abgeschlagene Medusenhaupt) und die Gusslöcher aufstoßen ließ, um das Metall nicht zu verlieren. Dabei bemerkte er, dass es nicht schnell genug in die Form lief. Um es weiter zu verflüssigen, ließ er, da in der Werkstatt kein Zinn mehr vorhanden war, seine eigenen Zinnteller und -schüsseln, nach seinen Angaben etwa 200 Teile, in die Legierung geben. Das Mittagessen am nächsten Tag mussten er und seine Gäste daher aus getöpfertem Geschirr zu sich nehmen. Cellini ließ die Figur zwei Tage abkühlen und begann dann mit der Freilegung des Gusses. Sie war ihm bis auf eine kleine Stelle am rechten Fuß, von der Cellini vorher schon wusste, dass sie nicht ganz gegossen werden konnte, vollständig gelungen. Cellini begab sich mit der Nachricht zum Herzog, der sich in Pisa aufhielt, und ersuchte gleichzeitig um Urlaub in Rom, der ihm gewährt wurde. Nach dem Guss der vier kleinen Statuen für den Sockel und der Reliefplatte wurde die Figur am Morgen des 17. April 1554 enthüllt.

## Die Darstellung

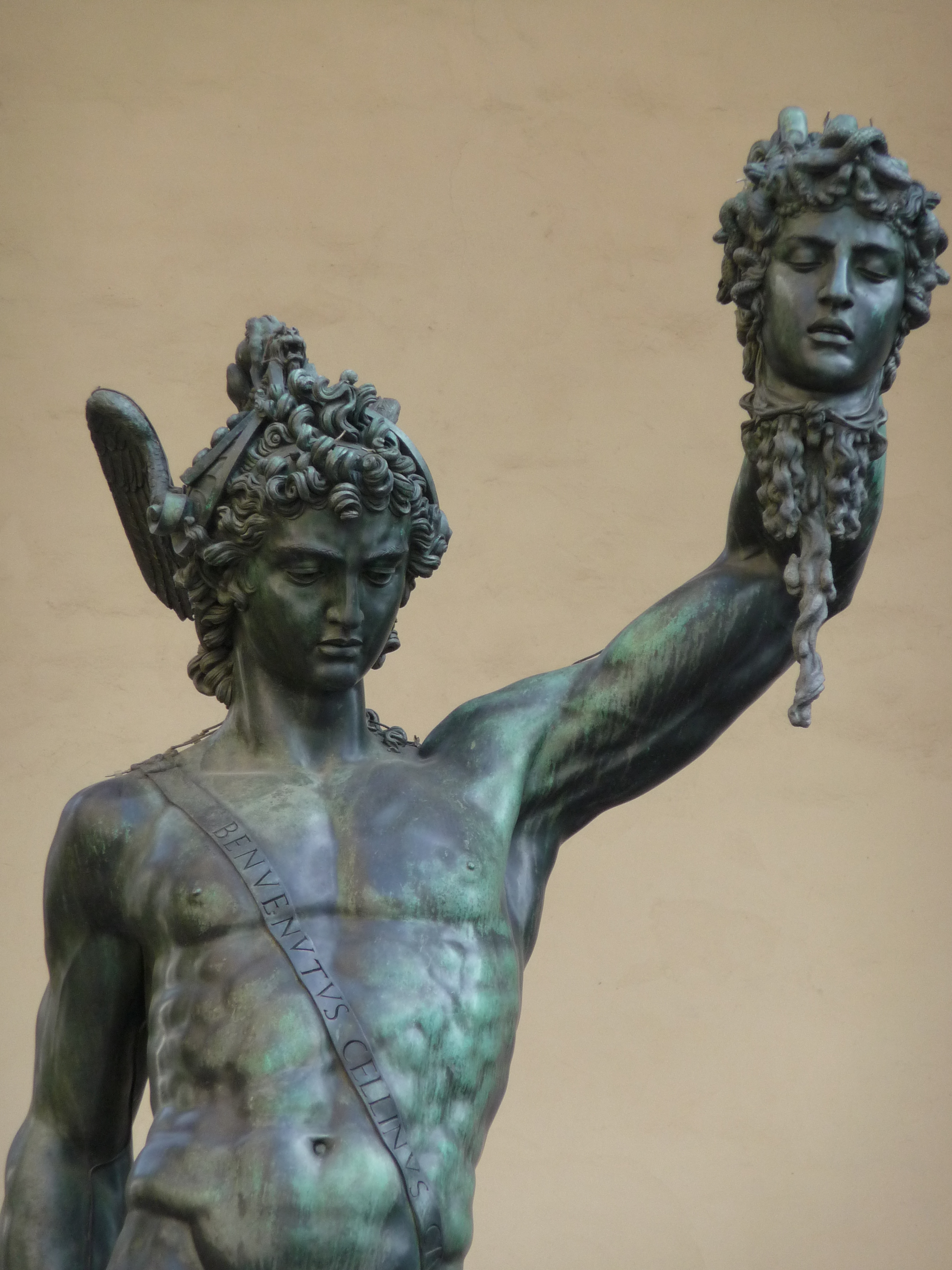
Detail des Oberkörpers mit dem schmalen Band, auf dem sich Cellinis Signatur befindet

Perseus steht auf der nackten, gekrümmten und enthaupteten Leiche der Medusa. Die Figur ist mit einem leichten Kontrapost dargestellt, die Hüfte etwas nach links gedreht. Das linke Spielbein steht auf dem Körper, das rechte Bein auf dem ehernen Schild der Athene. Perseus hält mit dem linken hochaufgerichteten Arm den abgeschlagenen Kopf, während der rechte das Sichelschwert des Hermes trägt. Die Richtung, in die die Schwertspitze zeigt, nach vorne, auf den Betrachter hin, ist kein Zufall, sondern gehört zum Konzept der Machtdemonstration der Medici gegenüber den florentinischen Bürgern. Cellini hat alle weiteren in der Mythologie erwähnten Teile gestaltet; der Zaubersack befindet sich unter dem Körper der Medusa, die Zauberschuhe sind durch Hermesflügel an den Füßen angedeutet.
Perseus ist in dem Moment dargestellt, in dem er den Kopf der Menge zeigt. Die präzise Darstellung des muskulösen Körpers verrät genaue und langwierige anatomische Studien. Cellini gelang es, Bewegung durch die Körperhaltung und Ruhe inmitten eines dramatischen Geschehens zu vereinen. Die Figur ist das einzige von Cellini signierte Werk, sein Name befindet sich auf einem quer über die Brust des Perseus laufenden Band.

## Sockel, Kleinbronzen und Reliefplatte
In der Gestaltung des Sockels ist die Umsetzung eines künstlerischen Prinzips Cellinis zu erkennen, der Achtsichtigkeit. Cellini hatte bereits in einen Brief an Benedetto Varchi 1549 gefordert, dass eine freistehende Figur acht Ansichtsseiten haben müsse, dieses Konzept hatte er als Goldschmied schon bei der Schaffung des berühmten Salzfasses für Franz I. von Frankreich am Sockel umgesetzt. Folgerichtig sind die Kanten des an sich viereckigen Sockels nicht gerade und glatt, sondern reich verziert ausgearbeitet.
Die vier kleineren Bronzeplastiken der Nischen sind Danaë mit Perseus, Jupiter, Merkur und Minerva. Sie bilden in Kombination mit der Figur einen Hinweis auf die verschiedenen Lebensalter des Mannes: der kleine Perseus steht für die Kindheit, Merkur für den Jüngling, die Großfigur des Perseus für den jungen Mann, Jupiter für den erwachsenen Mann und die Janusmaske am Hinterkopf des Perseus für den alten Mann. Die vier Kleinbronzen gefielen der Herzogin so sehr, dass sie diese, nachdem Cellini sie ihr gebracht hatte, in ihre eigene Sammlung aufnehmen wollte und nicht bereit war, sie wieder herauszugeben. Daraufhin ließ Cellini die Figuren heimlich aus ihren Räumen entfernen und am Sockel anbringen, was für erhebliche Verärgerung der Herzogin sorgte. Dieses Vorgehen kann mit ein Grund gewesen sein, dass Cellini nach dem Perseus nie wieder einen größeren Auftrag von der herzoglichen Familie erhielt. Sockel und Kleinbronzen wurden zwischenzeitlich durch Kopien ersetzt. Die Originale befinden sich im Museo nazionale del Bargello.

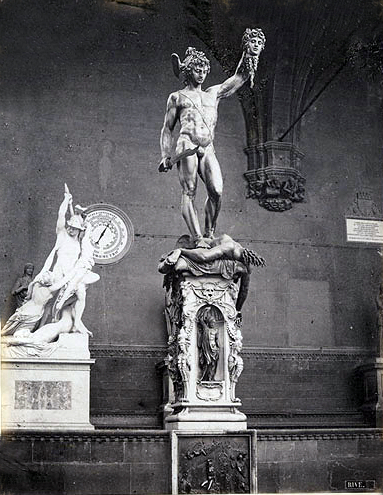
Die vollständige Figur auf einer historischen Aufnahme vor 1889

Die Reliefplatte unterhalb des Sockels wurde auf ausdrücklichen Wunsch des Herzogs gearbeitet. Sie stellt die Befreiung Andromedas durch Perseus dar, auch wieder mit der politischen Aussage, dass der Herzog (Perseus) die Stadt Florenz (Andromeda) aus den Händen ihrer Feinde befreit habe.

## Nachgang und Rezeption
Nach Fertigstellung der Figur entstand ein Streit zwischen Cellini und Cosimo I. über das Honorar. Cellini verlangte 10.000 florentinische Gulden, die zu zahlen der Herzog nicht bereit war. Erst einem von Cellini angerufenen Schiedsrichter, es war der florentinische Kommandeur Hieronymus Albizzi, gelang es, den Streit zu schlichten. Cellini erhielt nur 3.500 Gulden und war damit höchst unzufrieden.
Die Plastik erregte bei ihrer Enthüllung große Begeisterung und hohes Lob, was sich in zahlreichen, an sie gehefteten Lobliedern in Form von Sonetten ausdrückte, von denen noch einige erhalten sind. Kollegen wie etwa Agnolo Bronzino überhäuften Cellini mit Lob, der Herzog nahm ihn noch im selben Jahr in den florentinischen Adel auf.
In der Beurteilung späterer Jahrhunderte kommt die Figur nicht ganz so gut weg. Es wurde kritisiert, dass man ihr doch allzu sehr den Goldschmied ansehen würde, weil die Figur „in der Einzelbehandlung ins Kleinliche“ verfalle. Einer ähnlichen Meinung nach fehle der Figur die Großzügigkeit.
Die neuere Forschung beschäftigt sich unter anderem mit soziologischen Aspekten der Figur, beispielsweise feministischen Fragen.

Eine Frage ist auch, inwieweit sich Cellinis Skulptur als gewaltverherrlichendes Motiv anbietet. Eine Zeichnung (vermutlich vom Anfang des 20. Jh.), die die Muskelkraft und Siegerpose des Perseus betont, wird von der polnischen Organisation Zadruga für ein Plakat benutzt, mit welchem sie für ihre nationalistischen Ziele wirbt.

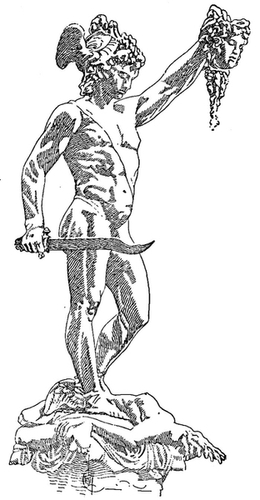
Digitale Reproduktion einer Zeichnung der Perseusstatue von Cellini

### Sekundärliteratur
- Reinhard Abenstein: Griechische Mythologie. Reihe UTB, Ferdinand Schöningh, Paderborn 2005, ISBN 978-3-506-71720-7.
- Baroni, Falugi, Novarese u. a.: Florenz und seine Kunstschätze. Edizioni Storti, Venedig 1977.
- Wolfgang Braunfels: Kleine italienische Kunstgeschichte. DuMont Buchverlag, Köln 1984, ISBN 3-7701-1509-0.
- James Cleugh: Die Medici – Glanz und Macht einer europäischen Familie. 2. Aufl., Deutscher Taschenbuch Verlag, München 1985, ISBN 3-423-10318-3.
- Margaret A. Gallucci, Paolo L. Rossi: Benvenuto Cellini, scupltor, goldsmith, writer, Cambridge University Press, Cambridge 2004, ISBN 0-521-81661-0.
- Andreas Grote: Florenz – Gestalt und Geschichte eines Gemeinwesens. 5. Aufl., Prestel Verlag, München 1980, ISBN 3-7913-0511-5
- Fritz Knapp: Hochrenaissance, Barock und Rokoko. Bd. II der Reihe Die künstlerische Kultur des Abendlandes, 2. bis 3. Aufl., Kurt Schroeder, Bonn/Leipzig 1923.
- Edgar Lein, Manfred Wundram: Manierismus. Bd. 7 der Reihe Kunst-Epochen. Philipp Reclam jun., Stuttgart 2008, ISBN 978-3-15-018174-4.
- Andreas Prater: Cellinis Salzfass für Franz. I.: Tischgerät als Herrschaftszeichen. Steiner Verlag, Wiesbaden 1988, ISBN 3-515-05245-3.
- Loretta Santini: Florenz, die Wiege der italienischen Kunst. Nova Lux, Giusti di Becocci, Florenz 1973.
- Max Semrau: Die Kunst der Renaissance in Italien und im Norden. 3. Aufl., Bd. III aus Wilhelm Lübke, Grundriss der Kunstgeschichte. 14. Aufl., Paul Neff Verlag, Esslingen 1912.
- Rolf Toman (Hrsg.): Die Kunst der italienischen Renaissance – Architektur, Skulptur, Malerei, Zeichnung. Tandem Verlag, Köln 2007, ISBN 978-3-8331-4582-7.
- Stefano Zuffi: Die Renaissance – Kunst, Architektur, Geschichte, Meisterwerke. DuMont Buchverlag, Köln 2008, ISBN 978-3-8321-9113-9.